# らい予防法
らい予防法（らいよぼうほう、昭和28年8月15日法律第214号）は、らいを予防するとともに、らい患者の医療を行い、あわせてその福祉を図り、もつて公共の福祉を増進することに関する日本の法律である。
1953年（昭和28年）8月15日に公布され、1996年（平成8年）4月1日に廃止された。

## 概説
らい予防法の廃止に関する法律（平成8年法律第28号）が第136回国会で成立したことにより、らい予防法は1996年（平成8年）4月1日に廃止された。
しかし、遅くても1960年（昭和35年）には、ハンセン病の治療法が確立しており、患者の隔離収容が必要ないのに、法律の廃止を含めた改正がなかったこと、この法律は「患者絶滅政策」について、何ら反省も総括もされず、人権蹂躙の責任も曖昧なまま幕引きされようとする事への元患者の悔しさから、国立ハンセン病療養所に入所している元ハンセン病患者により提訴された『らい予防法違憲国家賠償訴訟』により、立法の不作為が改めて国家賠償訴訟で問われ、法令の違憲性が熊本地方裁判所で違憲判決が認定された。

## 構成
- 第一章　総則（第一条―第三条）
- 第二章　予防（第四条―第十条）
- 第三章　国立療養所（第十一条―第十八条）
- 第四章　福祉（第十九条―第二十二条）
- 第五章　費用（第二十三条・第二十四条）
- 第六章　雑則（第二十五条―第二十八条）
- 附則